# Pontus Segerström
Pontus Segerström (* 17. Februar 1981 in Stockholm; † 13. Oktober 2014 ebenda) war ein schwedischer Fußballspieler. Der Abwehrspieler bestritt seine Karriere in seinem Heimatland sowie in Dänemark und Norwegen. Mit Stabæk Fotball gewann er 2008 den norwegischen Meistertitel.

## Werdegang
Segerström entstammte der Jugend des Stockholmer Klubs IF Brommapojkarna, für den er im Jahre 1998 im Erwachsenenbereich debütierte. Damals spielte das Team noch in der unterklassigen schwedischen Division 2 und stieg dabei noch am Ende des Spieljahres in die nächsthöhere schwedische Division 1 auf. Dort verblieb die Mannschaft allerdings nur ein Spieljahr und war danach wieder für zwei Jahre in der Staffel Östra Svealand in der Division 2 vertreten. Mit der Mannschaft stieg er Ende 2001 in die zweitklassige Superettan auf und war dort einer der Leistungsträger im Klub. Im Sommer 2004 folgte er einem Angebot des dänischen Vereins Odense BK. Auf eigenen Wunsch unterzeichnete er einen Halbjahresvertrag anstatt des ihm angebotenen Vertrages mit drei Jahren Laufzeit; nach Ablauf des Kontrakts kehrte er aus persönlichen Gründen wieder nach Schweden zurück.
Neuer Klub Segerströms war der in der Allsvenskan antretende Landskrona BoIS. In der Spielzeit 2005 stand er mit dem Klub im Abstiegskampf; letztlich beendete er mit der Mannschaft um Jonas Sandqvist, Jon Jönsson, Jörgen Pettersson und Anders Friberg die Saison mit einem Punkt Rückstand auf Gefle IF auf dem drittletzten Platz und stieg in die Zweitklassigkeit ab. Als Tabellenfünfter verpasste er mit dem Klub den direkten Wiederaufstieg; daraufhin folgte er einem Angebot aus Norwegen und schloss sich Stabæk Fotball in der Tippeligaen an. Nach der Vizemeisterschaft im ersten Jahr gewann er an der Seite von Morten Skjønsberg, Veigar Páll Gunnarsson, Jon Inge Høiland, Mike Kjølø und seinem Landsmann Daniel Nannskog in der Spielzeit 2008 den nationalen Meistertitel. 
Anfang 2010 kehrte Segerström zu seinem Heimatverein IF Brommapojkarna, der mittlerweile in die erste Liga aufgestiegen war, zurück. Auch dort war er Stammspieler, konnte den Abstieg seiner Mannschaft jedoch nicht verhindern. In den beiden folgenden Spielzeiten verpasste er jeweils nur eine Partie, am Ende der Zweitliga-Spielzeit 2012 kehrte er mit dem Klub in die Erstklassigkeit zurück. Unter Trainer Roberth Björknesjö hielt die Mannschaft am Saisonende die Klasse, Segerström hatte in 20 Ligaspielen auch mit einem Saisontor dazu beigetragen. Unter dem neuen Chefcoach Stefan Billborn gehörte der Mannschaftskapitän auch in der Spielzeit 2014 zu den Stammspielern. 
Im August 2014 klagte er über Kopfschmerzen und erhielt wenige Tage später die Diagnose eines Hirntumors. Knapp zwei Monate später erlag er im Alter von 33 Jahren diesem Leiden. Am 14. Oktober entschied Svensk Elitfotboll, dass die Mannschaften der beiden höchsten schwedischen Ligen am folgenden Spieltag mit Trauerflor auflaufen und dem Verstorbenen mit einer Schweigeminute gedenken werden; zudem hieß es, dass sein Heimatverein zugunsten des Nachwuchsfußballs einen Fonds in seinem Namen auflegen werde. Beim anschließenden Spiel seines Vereines gegen AIK spielte AIK-Stürmer Henok Goitom in der 2. Spielminute – Segerströms Rückennummer bei BP war die „2“ gewesen – den Ball ins Seitenaus, so dass sich anschließend die Anhänger beider Vereine zum gemeinsamen Applaus mit Spielern und Verantwortlichen erheben konnten.